# 泽里
泽里（義大利語：Zeri），是意大利托斯卡纳大区马萨-卡拉拉省的一个市镇。总面积73平方公里，人口1226人，人口密度16.8人/平方公里（2009年）。ISTAT代码为045017。